# Oxyomus curvus
Oxyomus curvus är en skalbaggsart som beskrevs av Schmidt 1909. Oxyomus curvus ingår i släktet Oxyomus och familjen Aphodiidae. Inga underarter finns listade i Catalogue of Life.